# Sonja Gerhardt
Sonja Gerhardt (Berlín Oeste, 2 de abril de 1989) es una actriz de cine y televisión alemana. Es principalmente conocida por sus papeles en las series de televisión Schmetterlinge im Bauch y Deutschland 83.

## Carrera
Sonja Gerhardt comenzó su carrera como bailarina en el conjunto infantil Berlin Revue en el Theatre Friedrichstadt-Palast.
De 2006 a 2007 apareció por primera vez en televisión en la telenovela Schmetterlinge im Bauch. En 2008 actuó junto a Jimi Blue Ochsenknecht en el papel principal de la película Sommer.
En 2012 apareció en uno de los papeles principales en la adaptación del cuento de hadas Schneeweißchen und Rosenrot. En 2014, filmó para Sat.1, The Schlikkerwomen.
En 2015 apareció en la serie Deutschland 83. Por su actuación en el telefilme Ku'damm 56 y Jack the Ripper fue galardonada en 2017 con el Premio de la Televisión Alemana y el Premio Júpiter. También fue nominada a un Bambi en 2016 y a un Emmy internacional al año siguiente.

## Filmografía
- 2006: Schmetterlinge im Bauch
- 2008: Sommer
- 2008: In aller Freundschaft
- 2008: Sklaven und Herren
- 2009: Die Wilden Hühner und das Leben
- 2009: Vulkan
- 2009: WAGs
- 2010: Im Spessart sind die Geister los
- 2010: Der Doc und die Hexe
- 2010: SOKO Stuttgart (Episode: Killesbergbaby)
- 2010: Die Jagd nach der Heiligen Lanze
- 2010: Polizeiruf 110 (Episode: Risiko)
- 2010: Das fremde Mädchen
- 2010: Tatort (Episode: Borowski und eine Frage von reinem Geschmack)
- 2010: Ein Date fürs Leben
- 2010: Doctor’s Diary
- 2011: Die Verführung – Das fremde Mädchen
- 2011: Großstadtrevier (Episode: Vertauscht)
- 2011: Küstenwache (Episode: Letzte Warnung)
- 2011: Krauses Braut
- 2011: Das Traumschiff (Episode: Kambodscha)
- 2011: Mein eigen Fleisch und Blut
- 2011: Rosa Roth (Episode: Bin ich tot?)
- 2012: Die Jagd nach dem Bernsteinzimmer
- 2012: Türkisch für Anfänger
- 2012: Mittlere Reife
- 2012: Heiraten ist auch keine Lösung
- 2012: Auf Herz und Nieren
- 2012: Danni Lowinski
- 2012: Schneeweißchen und Rosenrot
- 2013: Flaschenpost an meinen Mann
- 2013: Tape_13
- 2013: Heiter bis tödlich: Hauptstadtrevier
- 2014: #Vegas
- 2014: Die Schlikkerfrauen
- 2014: Weihnachten für Einsteiger
- 2014: Dessau Dancers
- 2015: Deutschland 83 (serie de televisión)
- 2018: Deutschland 86 (serie de televisión)